# Joachim Koch (Philosoph)
Joachim Koch (* 17. Januar 1954 in Regensburg; † 17. September 2008 in Köln) war ein deutscher Sozialphilosoph, Autor und Herausgeber des Philosophieportals philosophers today, das über „Philosophinnen und Philosophen der Gegenwart und ihre Aktivitäten im deutschsprachigen Raum“ informiert. 
Koch war einer der Mitbegründer der Philosophischen Praxis und auf den Bereich „Philosophie und Wirtschaft“ spezialisiert. Er gehörte zu den Theoretikern der politischen Philosophie in ökonomisierten Gesellschaften und arbeitete viele Jahre als Berater für Markenphilosophien. Darüber hinaus erlangte er Bekanntheit durch seine Aktivitäten, philosophisches Know-how für ein breiteres Laien-Publikum zugänglich zu machen. Vor allem das Web-Portal philosophers today gehörte zu den wichtigsten und mit mehreren Millionen Aufrufen meistbesuchten Philosophieangeboten im Internet. 

## Biographie
Koch nahm 1973 an der Universität Regensburg sein Studium auf. Besonders beschäftigte er sich während der folgenden Jahre mit den Sophisten bzw. der von der Antike bis zur Aufklärung wirksamen Kulturtheorie der Rhetorik und den Philosophien von Theodor W. Adorno, Max Horkheimer, Gilles Deleuze und Michel Foucault. Nach dem Examen (M.A. in Philosophie und Psychologie; Diplom in Pädagogik / Soziologie) war er von 1982 an wissenschaftlicher Angestellter am Lehrstuhl des Pädagogen Helmut Heid, seinerzeit Präsident der Deutschen Gesellschaft für Erziehungswissenschaft. Im Sommer 1983 promovierte Koch mit einer Arbeit über Probleme der emanzipatorischen Sozialwissenschaft und -praxis, festgemacht am „exemplarischen Fall der Handlungsforschung“. Die Dissertation mit dem Titel „Was mit dem Ideal und der Wahrheit sich ereignet, wenn sie sich verschränken“ erschien im selben Jahr im Gießener focus-Verlag.
Im Sommer 1983 machte Koch sich als Philosoph in Hamburg selbständig. Er eröffnete im norddeutschen Raum die erste philosophische Praxis (nach Gerd B. Achenbach als Zweiter in Deutschland) mit dem Schwerpunkt der Lebensberatung. 
Nach eineinhalb Jahren wandte er sich verstärkt Themen an der Schnittstelle von Philosophie und Wirtschaft zu. In der Zusammenarbeit mit dem  Markendesigner Windi Winderlich (gest. 1996) befasste sich Koch mit  den Problemen der Markenführung, vor allem der psychologischen und soziologischen Relevanz sogenannter Markenphilosophien, wodurch er ab 1985 als Berater und Konzeptionist für Markenartikler und namhafte Werbeagenturen tätig wurde.
Mitte der achtziger Jahre schrieb er vor dem Hintergrund seiner Erfahrungen mit der Kommunikationsbranche (Medienrealität) und der mit der „moralischen Wende“ der Ära Kohl beginnenden Ökonomisierung der Gesellschaft ein Buch über das sich wandelnde Realitätsverständnis. Es erschien 1988 unter dem Titel „Abschied von der Realität. Das illusionistische Zeitalter“ (von Windi Winderlich gestaltet) im Rowohlt-Verlag.
1990 zog Koch nach Rom um, wo er vor allem als Autor für die Publikums- und Wirtschaftspresse tätig war. Während dieser Zeit schrieb er auch einen Roman, der als Theaterstück aufgeführt wurde. Die Hauptrolle spielte Lara Bandilla, seine spätere Ehefrau, die mittlerweile als Künstlerin tätig ist. Mit ihr hat er zwei Kinder.
1994 gründete Koch zusammen mit dem Marketingdirektor eines Tabakkonzerns wiederum in Hamburg eine Agentur für Markenphilosophien, die „Marken, Poetik und Philosophie GmbH“.
Nach drei Jahren entschied sich Koch ein weiteres Mal für die Philosophie. Er kehrte mit seiner Frau 1997 nach Rom zurück und schrieb dort an einem Buch, in dem er die These aufstellte, die Ökonomie sei nach der Theologie im Mittelalter und dem von der Philosophie seit der Zeit der Aufklärung führenden „Programm der Vernunft“ zur neuen Megaphilosophie geworden. Es erschien (in Anlehnung an Kierkegaards „Entweder – Oder“) unter dem Titel „Weder – Noch. Das Freiheitsversprechen der Ökonomie“ 2001 bei der Büchergilde Gutenberg bzw. mit dem Titel „Megaphilosophie“ 2002 als Taschenbuch im Steidl-Verlag.

Ebenfalls im Jahre 2001 startete Koch das Internetportal philosophers today. Die Site wurde mit ständig wachsenden Besucherzahlen zu einer der meistbesuchten Philosophieadressen im Web.

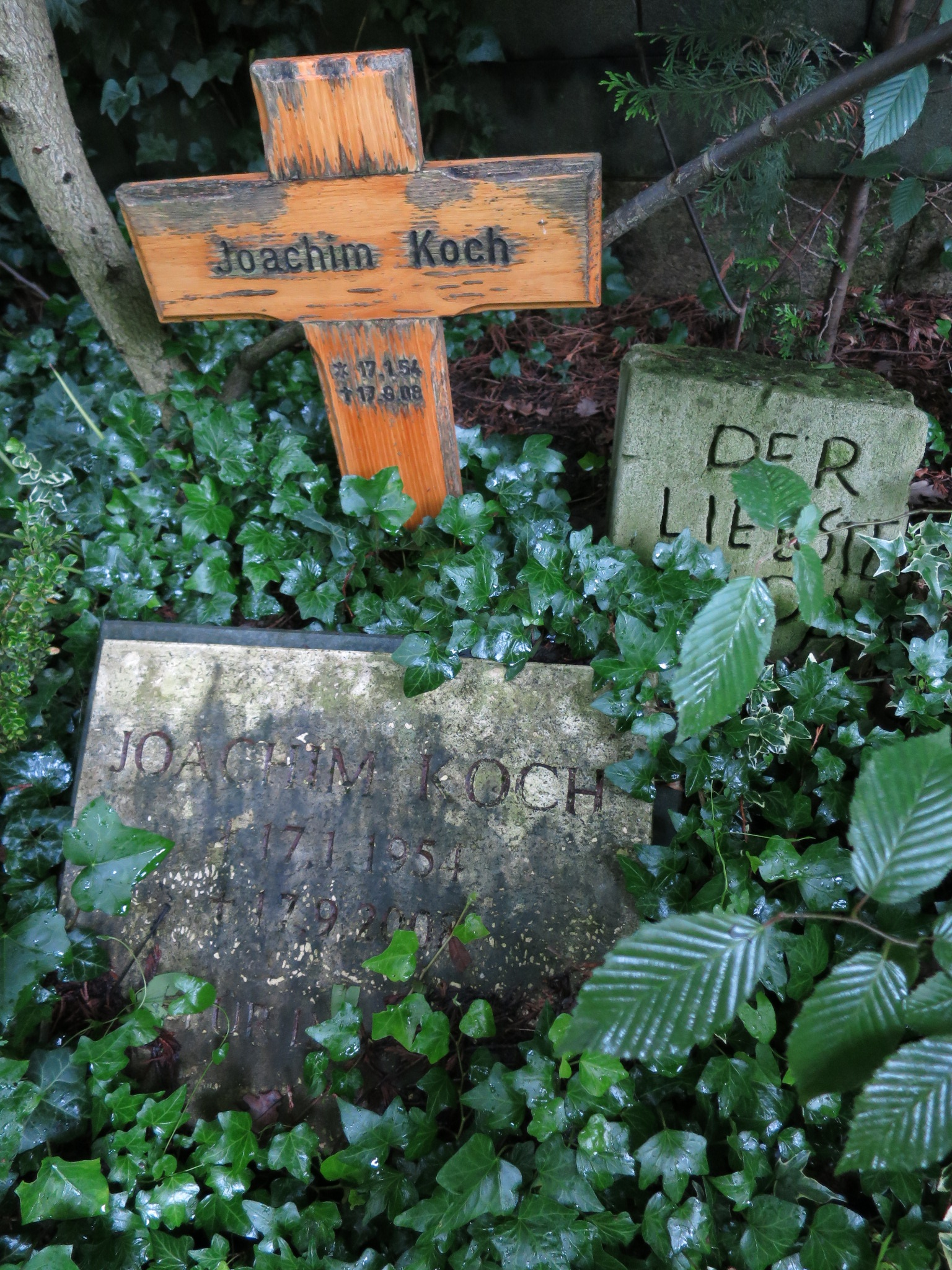
Grab auf dem Friedhof Melaten (2016)

Nach der Geburt des ersten Kindes und befördert durch den Erfolg der „Megaphilosophie“, in deren Folge er regelmäßig als Referent politischer und wirtschaftlicher Tagungen im deutschsprachigen Raum geladen war, kehrte er mit seiner Familie 2002 nach Regensburg zurück.
Nach der Geburt des zweiten Kindes zog Koch mit seiner Familie im Sommer 2006 nach Köln. Zusammen mit zwei Experten im Themenbereich Wirtschaft und Philosophie gründete er 2007 „phil+ - branding public goods“ – einen Kompetenzpool zur Entwicklung und Durchsetzung nicht-kommerzieller Marken im gesellschaftspolitischen, sozialen, humanitären, kulturellen oder wissenschaftlichen Bereich. In dieser weiteren, auf allgemein gesellschaftliche Belange ausgerichteten philosophischen Anwendung ging es Koch und seinen Mitstreitern vor allem um sozialphilosophisch wirksame Initiativen im Dritten Sektor und bürgergesellschaftlichen Engagement. Daneben war er weiterhin als Autor tätig.

Koch verstarb am 17. September 2008 im Alter von 54 Jahren an einem langjährigen Krebsleiden. Er wurde auf dem Kölner Friedhof Melaten (Flur 73 Nr. 182) beigesetzt.

## Veröffentlichungen (Auswahl)
- Was mit dem Ideal und der Wahrheit sich ereignet, wenn sie sich verschränken (Dissertation); focus Verlag, Giessen 1983
- Abschied von der Realität. Das illusionistische Zeitalter; Rowohlt-Verlag, Reinbek 1988
- Identify Identity. Ökonomie des Immateriellen; in: gdi-impuls (Gottlieb Duttweiler Institut), Zürich, 2 / 94
- Realität + Illusion = Wirklichkeit; in: Theodor M. Bardmann (Hg.) – Zirkuläre Positionen BD. 1, Konstruktivismus als praktische Theorie; Westdeutscher Verlag, Opladen 1997
- Geld. Wer zahlt schafft an, wer nicht mehr bezahlt, schafft noch mehr an; in: Chancengleichheit, Sozialpartnerschaft, Gerechtigkeit; Büchergilde, Frankfurt am Main, 2001
- Weder – Noch. Das Freiheitsversprechen der Ökonomie; Büchergilde, Frankfurt am Main 2001; als Megaphilosophie im Steidl-Verlag, Göttingen 2002